# 赛义德·穆杰塔巴·阿里
赛义德·穆杰塔巴·阿里（1904年9月13日—1974年2月11日），孟加拉作家、旅行爱好者、学者、语言学家。他曾于孟加拉国、印度、德国、阿富汗和埃及居住，有一兄弟赛义德·穆尔塔扎·阿里。